# Forame di Panizza
Il forame o foro di Panizza è un'apertura presente solo nei coccodrilli che collega i due tronchi aortici alla base, ovvero immediatamente dopo l'impianto posto tra i due ventricoli.
La sua importanza incide soprattutto sulla vita prevalentemente acquatica di questi rettili: infatti la valvola (sita tra il ventricolo destro e il suo tronco aortico) ha la capacità di aprirsi e chiudersi durante l'immersione o quando l'animale respira al di fuori dell'acqua.
In pratica, il foro di Panizza funziona da shunt o dispositivo di smistamento: quando l'animale emerge dall'acqua la valvola tra il ventricolo destro e il suo rispettivo tronco aortico rimane chiusa, facendo fluire il sangue verso il tronco polmonare, così il sangue ossigenato che giunge al ventricolo sinistro può fluire attraverso entrambi i tronchi aortici attraverso il foro di Panizza. Al contrario, durante l'immersione la valvola tra il ventricolo destro e il suo rispettivo tronco aortico si apre deviando il sangue che normalmente va nei polmoni nell'arco aortico sistemico, ciò determina, nel ventricolo sinistro, una riduzione della pressione.
La limitazione della circolazione polmonare rappresenta un fattore di risparmio della via metabolica, limitando drasticamente l'afflusso di sangue ad un organo che provvisoriamente non sta funzionando e massimizzando l'utilizzo di sangue ossigenato accumulato. Questo permette, per esempio, ai loricati di restare sott'acqua per lunghi periodi senza respirare.